# 江苏省南通第一中学
江苏省南通第一中学创建于1919年，是南通市市区两所重点高中之一。前身是一所英化私立学校，于1980年被确立为江苏省重点中学；1997年被评为国家级示范性普通高中；2004年被评为江苏省四星级高中。